# برانچدیل (پنسیلوانیا)
برانچدیل (به انگلیسی: Branchdale) یک منطقهٔ مسکونی در ایالات متحده آمریکا است که در شهرستان سچویلکیلل، پنسیلوانیا واقع شده‌است. برانچدیل ۲٫۲ کیلومتر مربع مساحت و ۴۳۶ نفر جمعیت دارد.